# 索什尼基夫
50°6′23″N 31°7′27″E / 50.10639°N 31.12417°E
索什尼基夫（烏克蘭語：Сошників）是位於烏克蘭北部的村莊，由基辅州鲍里斯皮尔区的沃龍基夫市鎮負責管轄。該村始建於1455年，面積5.89平方公里，海拔高度89米，2001年人口1,599，人口密度每平方公里271.5人。